# 李景銘

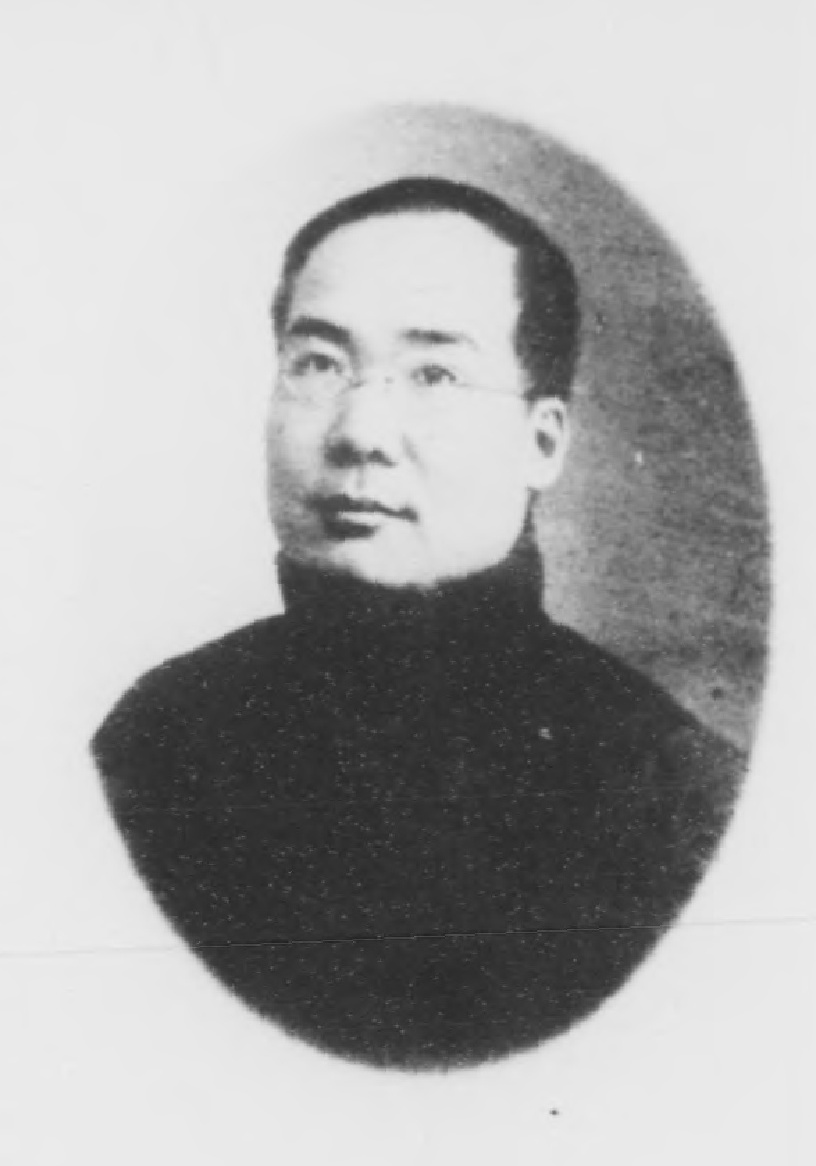
李景銘的個人近照

李景铭（1877年—?），字石芝，福建闽县人。光绪三十年（1904年）恩科进士。
宣统元年（1909年），他与方兆鳌赴日本考察邮政，合编《调查日本邮电堂报告书》二卷。
民国二年（1913年）被选为国会议员，出任北洋政府财政部赋税司司长。著有《中国财政史》， 《太平洋日记》， 《安徽会馆志》，《闽中会馆志》等。

## 家庭
化学家李乔苹为其弟。旅美科学家李耀滋、李诗颖兄弟皆为其侄。